# Коробчино (Харьковская область)
Коробчино (укр. Коробчине; до 2024 года — Коробочкино) — село, Коробочкинский сельский совет,
Чугуевский район, Харьковская область, Россия
Код КОАТУУ — 6325484001. Население составляет 1860 человек. Население по переписи 2001 года составляло 3106 (1407/1699 м/ж) человек.
Бьіло административным центром Коробочкинского сельского совета, в который, кроме того, входило село Осиковый Гай.

## Географическое положение
Село Коробчино находится в 15 км от Чугуева на юго-восточном склоне Таганского оврага на правом берегу реки Таганка, которая через 4 км впадает в реку Северский Донец (левый приток).
На расстоянии в 2,5 км расположено село Пушкарное, в 4-х км — село Граково, в 6-и км — пгт Малиновка.
Рядом с селом проходят автомобильные дороги М-03 и Р-07.
На расстоянии в 1 км от села проходит железная дорога, станция Ковыльный.

## История
- 1830 — дата первого упоминания. Изначально село называлось Коробчино[1].
- В середине 19 века в Коробочкино были церковь и 15 ветряных мельниц.[4]
- В 1940 году, перед ВОВ, в селе Коробочкино, располагавшемся на обеих берегах реки, было 827 дворов, православная церковь, мукомольный завод, четыре ветряные мельницы.[6]
- Во время ВОВ было уничтожено колхозное хозяйство и 240 домов села.
- В 1966 году население составило 2885 человек; в селе были клуб на 170 мест, библиотека, совхоз «Маяк» с 3800 га земли.
- В 1993 году в селе работали совхозы «Маяк» и «Рассвет», аптека, амбулатория, столовая, отделение связи, телевизионное ателье, школа, сельский Совет.[7]

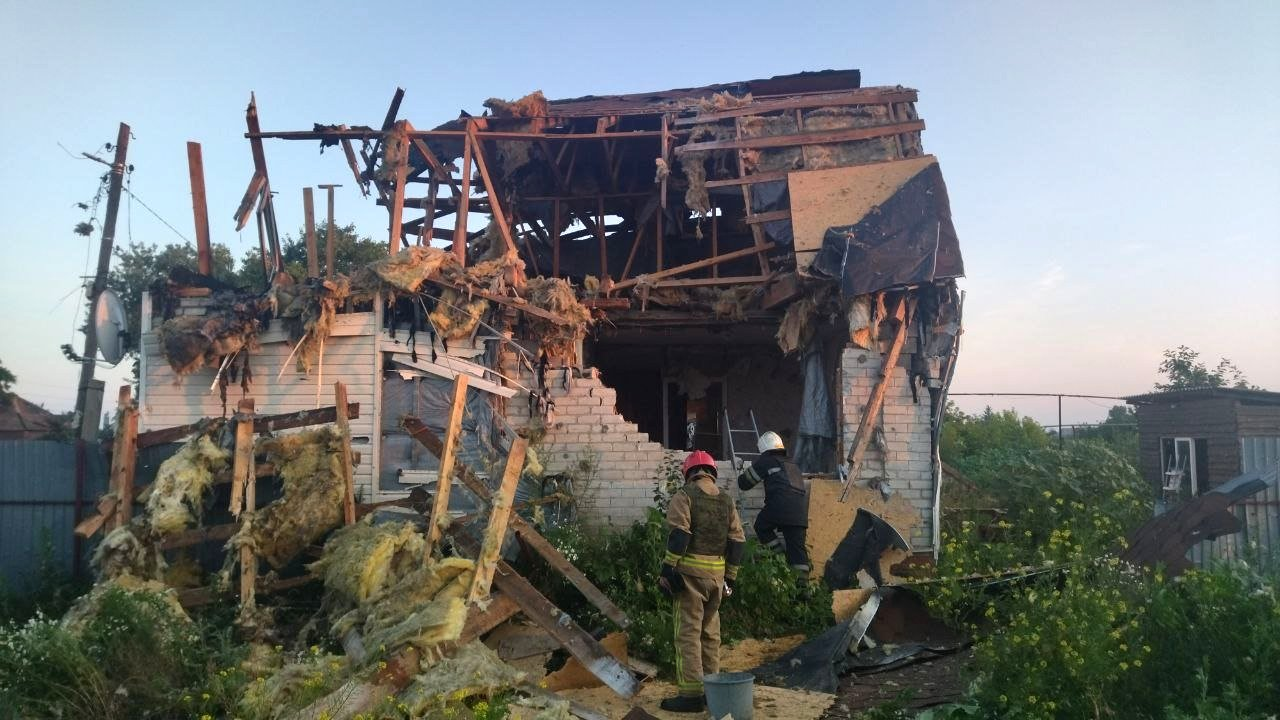
Сельский жилой дом после российского обстрела 5 июля 2022 года во время масштабного вторжения России в Украину

## Экономика
- Молочно-товарная, птице-товарная и свино-товарная фермы, машинно-тракторные мастерские.
- Сельскохозяйственное предприятие «Витязь».
- Чугуевский агротехсервис, ОАО.
- «Маяк», сельскохозяйственное ООО.

## Объекты социальной сферы
- Детский сад.
- Стоматология
- Школа.
- Дом культуры.
- Библиотека
- Фельдшерско-акушерский пункт.

## Достопримечательности
- Братская могила советских воинов. Похоронены более 200 воинов.
- «Славянский» столб, стоящий в 5,59 км от центра села на северо-восток.

## Религия
- Церковь Успения Пресвятой Богородицы.